# Ааст
Аа́ст (фр. Aast) — коммуна во Франции, находится в регионе Аквитания. Департамент — Атлантические Пиренеи. Входит в состав кантона Валле-де-л’Ус и дю Лагуэн. Округ коммуны — По.
Код INSEE коммуны — 64001.

## География

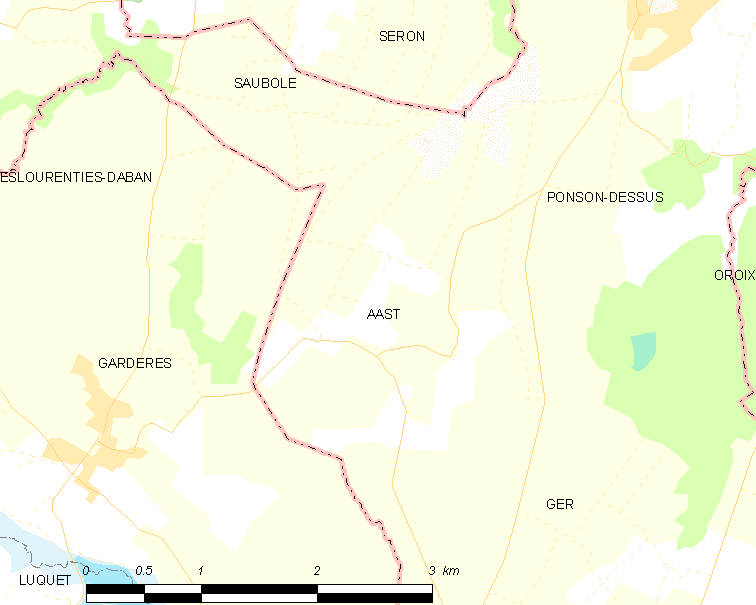
Карта коммуны

Коммуна расположена приблизительно в 650 км к югу от Парижа, в 180 км южнее Бордо, в 23 км к востоку от По.
По территории коммуны протекает река Карбуэр.

### Климат
Климат тёплый океанический. Зима мягкая, средняя температура января — от +5°С до +13°С, температуры ниже −10 °C бывают редко. Снег выпадает около 15 дней в году с ноября по апрель. Максимальная температура летом порядка 20—30 °C, выше 35 °C бывает очень редко. Количество осадков высокое, порядка 1100 мм в год. Характерна безветренная погода, сильные ветры очень редки.

## Население
| Год  | Численность | Численность |
| ---- | ----------- | ----------- |
| 2010 | 192         |             |
| 2012 | 187         | [ 8 ]       |
| 2015 | 173         | [ 9 ]       |
| 2016 | 184         | [ 10 ]      |
| 2017 | 181         | [ 11 ]      |
| 2018 | 185         | [ 12 ]      |
| 2019 | 186         | [ 13 ]      |
| 2020 | 188         | [ 14 ]      |
| 2021 | 189         | [ 15 ]      |
| 2022 | 196         | [ 4 ]       |

## Администрация
| Период | Период | Фамилия            | Партия                                                         | Примечания                   |
| ------ | ------ | ------------------ | -------------------------------------------------------------- | ---------------------------- |
| 1949   | 1983   | Жан Ласюс          |                                                                |                              |
| 1983   | 2008   | Жан-Ноэль Лакурреж | Объединение в поддержку республики → Союз за народное движение | генеральный советник кантона |
| 2008   | 2020   | Ромен Морлан       | беспартийный                                                   |                              |

## Экономика
В 2010 году среди 125 человек трудоспособного возраста (15—64 лет) 92 были экономически активными, 33 — неактивными (показатель активности — 73,6 %, в 1999 году было 66,4 %). Из 92 активных жителей работали 89 человек (47 мужчин и 42 женщины), безработных было 3 (2 мужчин и 1 женщина). Среди 33 неактивных 13 человек были учениками или студентами, 14 — пенсионерами, 6 были неактивными по другим причинам.

## Фотогалерея

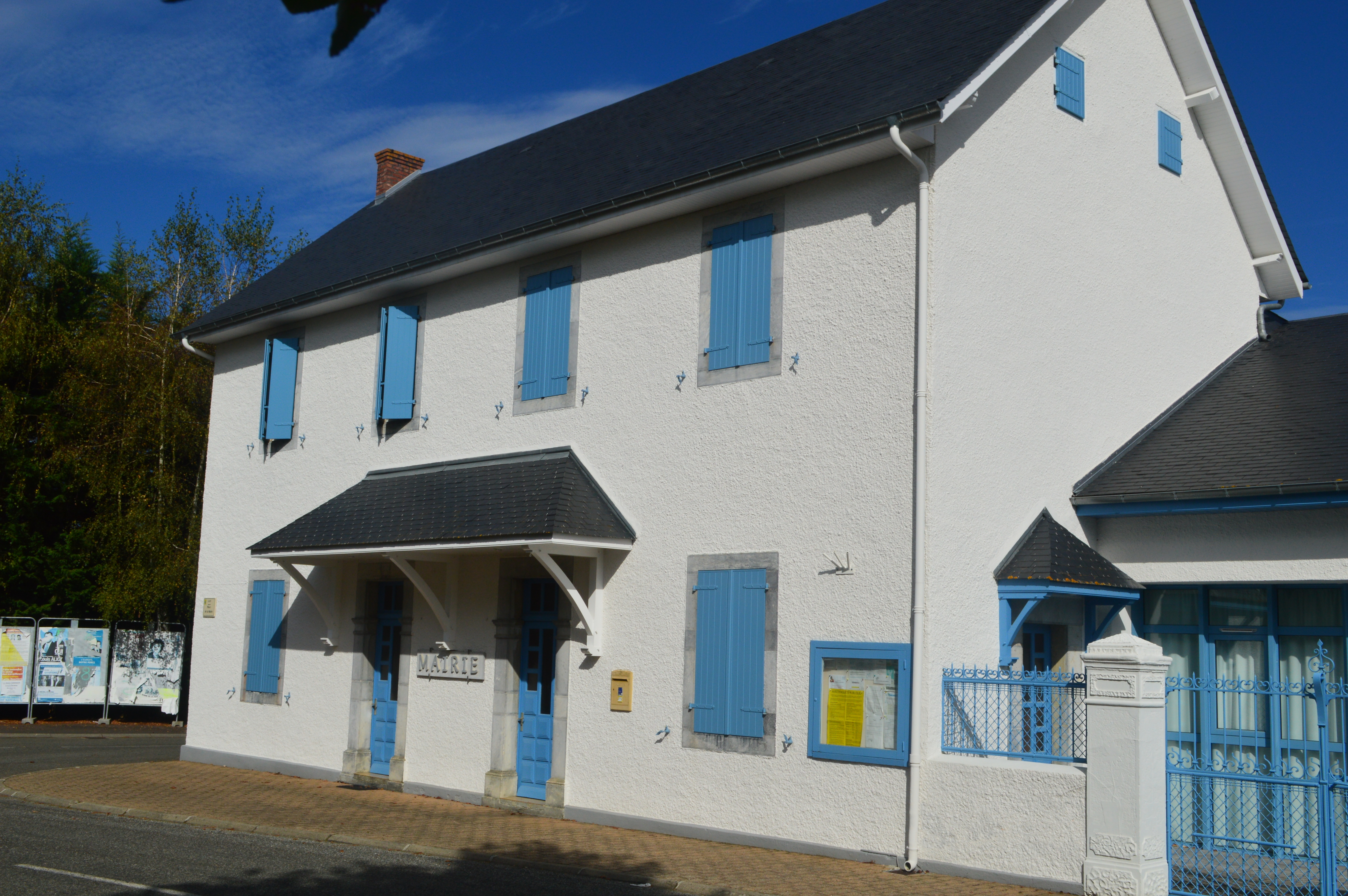
Мэрия
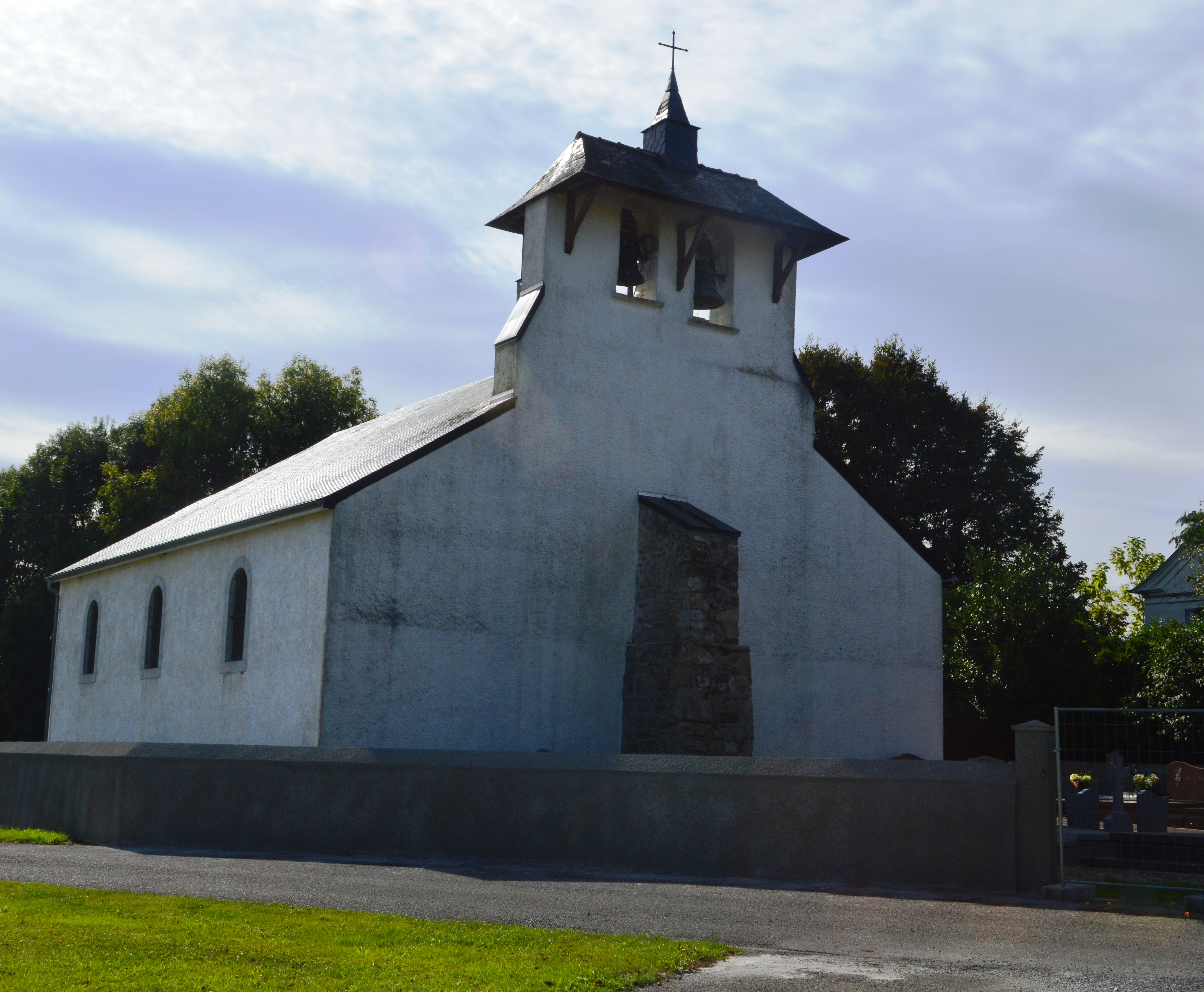
Церковь
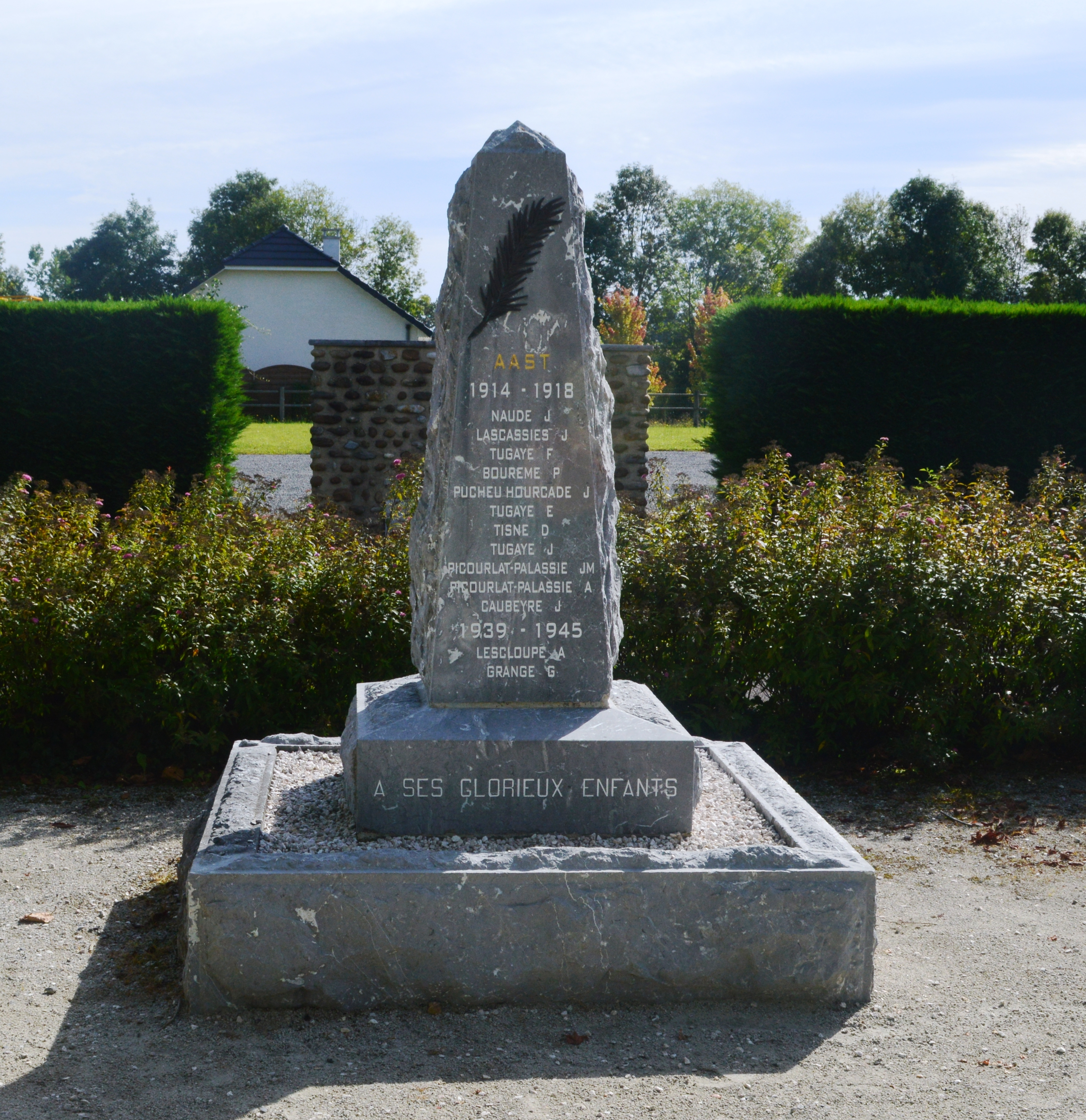
Военный мемориал
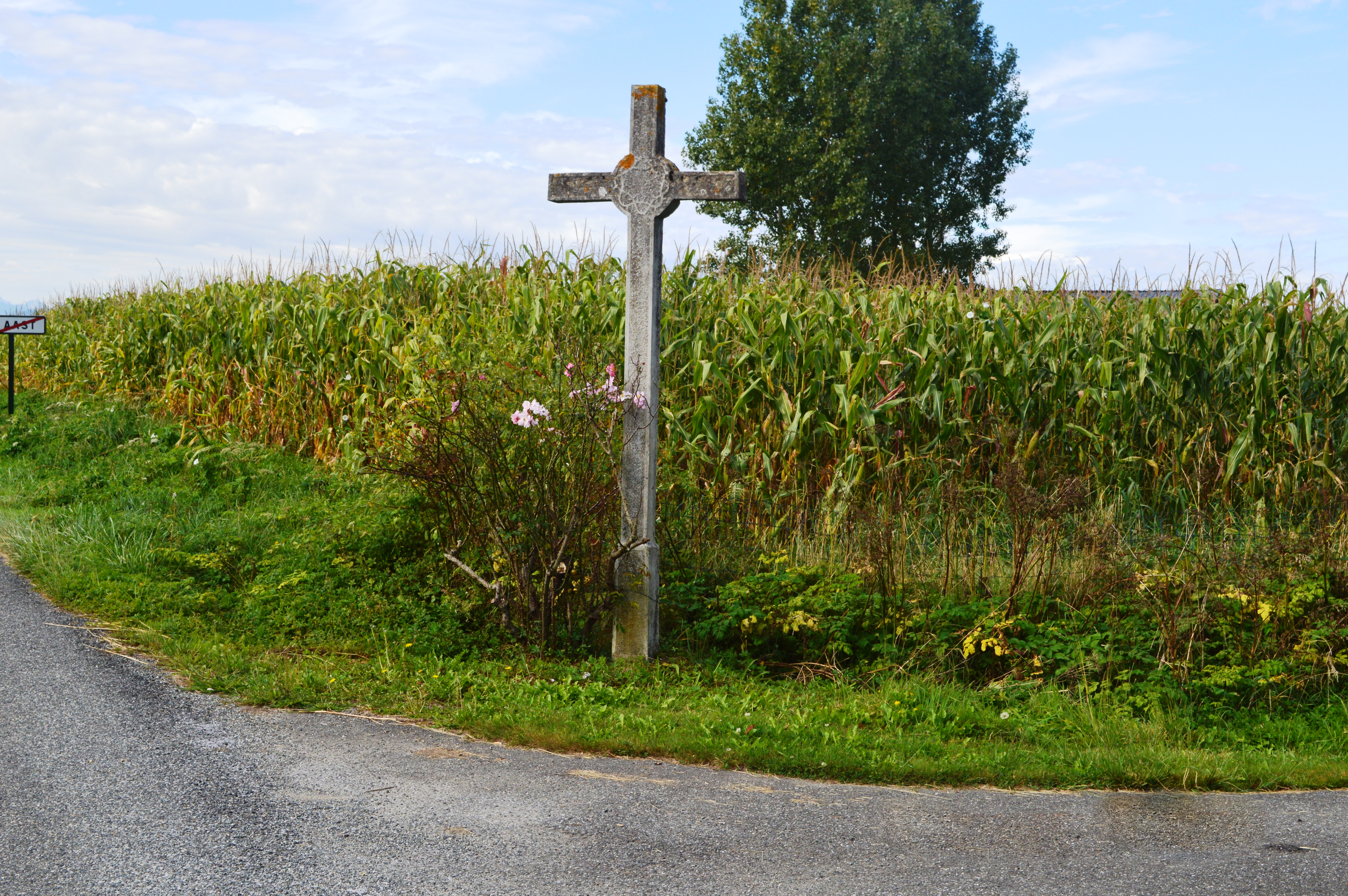
Придорожный крест
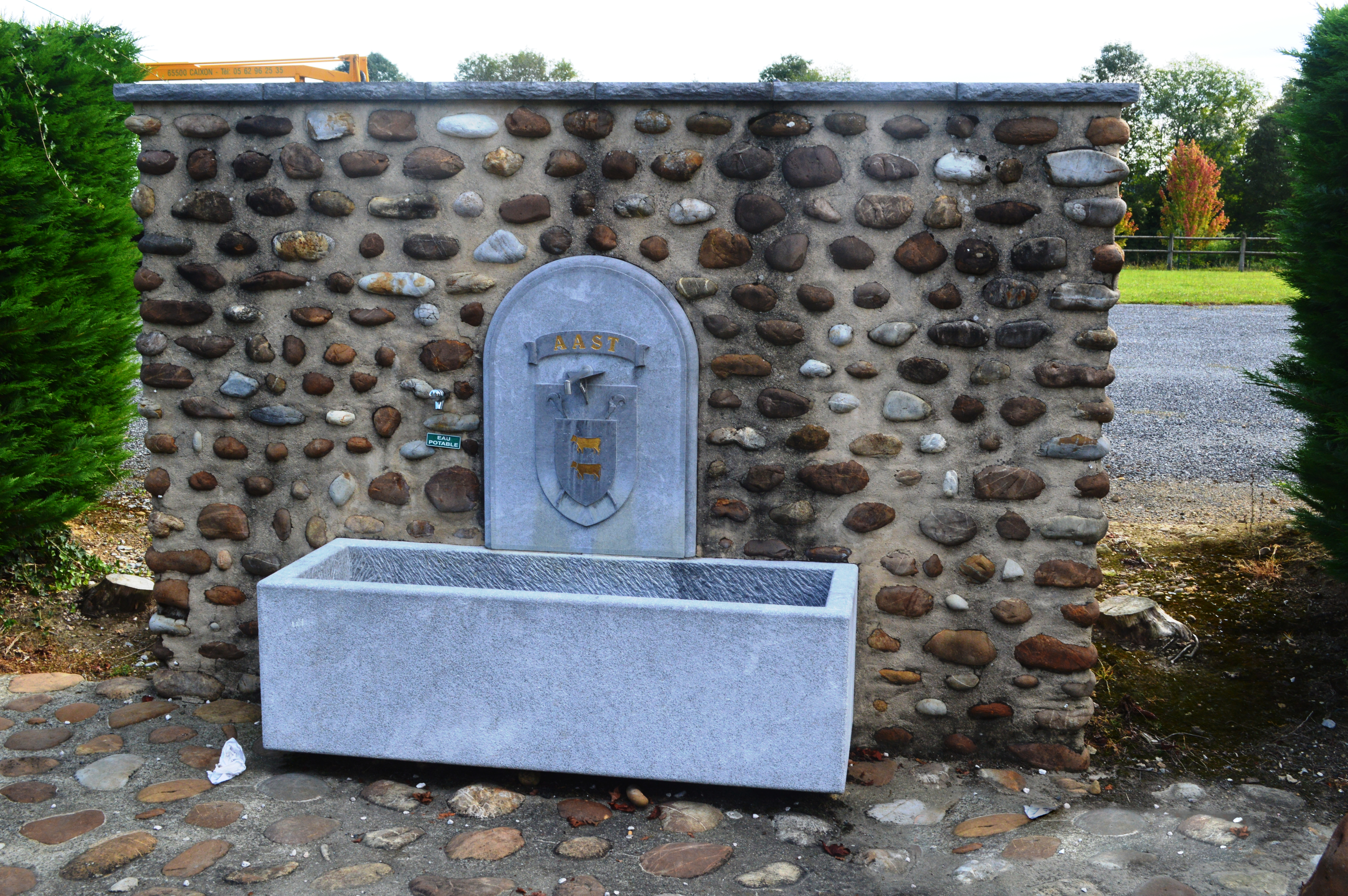
Поилка